# Cacia ligata
Cacia ligata är en skalbaggsart som beskrevs av Schwarzer 1924. Cacia ligata ingår i släktet Cacia och familjen långhorningar. Inga underarter finns listade.